# Мондзуно
Мондзуно (итал. Monzuno) —  коммуна в Италии, располагается в регионе Эмилия-Романья, подчиняется административному центру Болонья.
Население составляет 6003 человека (на 2004 г.), плотность населения составляет 77 чел./км². Занимает площадь 64 км². Почтовый индекс — 40036. Телефонный код — 051.
Покровителем коммуны почитается святой апостол Лука, празднование в последнее воскресение августа.